# Abram Raselemane
Abram Raselemane (Thaba Nchu, 23 marzo 1978 – Bloemfontein, 27 maggio 2008) è stato un calciatore sudafricano, di ruolo attaccante.

## Carriera
Ha giocato con Bloemfontein Young Tigers, Supersport United F.C. e Santos Cape Town.
Dal 2001 al 2006 colleziona 16 presenze e 3 gol nella Nazionale sudafricana.